# Caradrina superciliata
Caradrina superciliata là một loài bướm đêm trong họ Noctuidae.